# From a Basement on the Hill
From a Basement on the Hill es el sexto y último álbum de estudio del cantautor Elliott Smith. Sacado a la luz póstumamente el 19 de octubre de 2004 por el sello ANTI- en el formato de CD, doble LP y descarga digital, llegó al puesto #19 en Estados Unidos y al #41 en el Reino Unido.
El álbum estaba incompleto en el momento de la muerte de Elliott Smith. La familia de Smith permitió a su productor Rob Schnapf y a su exnovia Joanna Bolme buscar y finalizar las más de 30 canciones que fueron grabadas para el álbum. Aunque Smith expresó en varias ocasiones su deseo de que From a Basement on The Hill fuera un doble álbum, las obligaciones de contrato con el sello discográfico del cantante (DreamWorks, actualmente Interscope) provocaron que no pudiera ser lanzado como doble álbum en un sello independiente. Aun así, un álbum de 15 canciones fue finalizado y lanzado. Muchas de las canciones que Smith quiso que formaran parte para el álbum quedaron sin finalizar, en algunos casos partes sin voz. Metacritic dio al álbum una calificación de 88 sobre 100, una de las 50 mejores calificaciones para un álbum en la base de datos de la web.

## Lista de canciones
Todas las canciones escritas por Elliott Smith, excepto en las indicadas.
1. "Coast to Coast" – 5:33
2. "Let's Get Lost" – 2:27
3. "Pretty (Ugly Before)" – 4:45
4. "Don't Go Down" – 4:34
5. "Strung Out Again" – 3:12
6. "A Fond Farewell" – 3:58
7. "King's Crossing" – 4:57
8. "Ostriches & Chirping" (David McConnell) – 0:33
9. "Twilight" – 4:29
10. "A Passing Feeling" – 3:32
11. "The Last Hour" – 3:27
12. "Shooting Star" – 6:01
13. "Memory Lane" – 2:30
14. "Little One" – 3:14
15. "A Distorted Reality Is Now a Necessity to Be Free" – 4:32

## Personal
- Sam Coomes (de Quasi, antes en Heatmiser) - bajo y coros en "Pretty (Ugly Before)"
- Steven Drozd (de The Flaming Lips) - batería en "Coast to Coast"
- Aaron Embry - teclado en "Pretty (Ugly Before)"
- Scott McPherson - batería en "Pretty (Ugly Before)"
- Fritz Michaud - batería en "King's Crossing"
- Aaron Sperske - batería en "Coast to Coast"
- Nelson Gary - poesía en "Coast to Coast"

## Lados B, tomas y temas no publicados en el álbum
Se ha conocido que las siguientes canciones han sido escritas en varias etapas de la era Basement, pero no se incluyeron en el álbum de 2004:

### Oficialmente publicados
- "A Distorted Reality Is Now a Necessity to Be Free" (versión alternativa, encontrada en el sencillo "Pretty (Ugly Before)".)

### Extraoficialmente publicados
- "The Assassin or (Kill) Fuck" - filtrado por internet varios años antes atrás. Se había pensado que "The Assassin" era una canción totalmente diferente hasta que se confirmó que el tema instrumental era en verdad esta canción.
- "Dancing on the Highway" – tres mezclas han salido a la luz entre los fanes. La mezcla definitivamente se asume que es la de Rob Schnapf.
- "Don't Go Down" (versión alternativa)
- "Everything's OK"
- "From a Poison Well"
- "Let's Turn the Record Over" - también conocido como "Bonnie Brae"; grabado en Jackpot! el 8/3/2000 por Larry Crane.
- "Melodic Noise" - El tema usa una melodía en reverso de una toma de "Taking A Fall" del álbum XO.
- "Mr. Good Morning" – dos versiones se filtraron, una con pista vocal y otra sin voces pero con una mezcla alternativa.
- "O So Slow"
- "Abused"
- "See You in Heaven" – sólo instrumental, se dice que las voces nunca se terminaron.
- "Splitzville" - apareció en Southlander en los créditos finales. De acuerdo a Larry Crane, la canción fue escrita en los principios de los 90s.
- "Stickman" – dos versiones alternativas, una con la batería en reverso.
- "Suicide Machine" – rumoreada como la última canción en la que Smith trabajó.
- "True Love" – tres diferentes versiones.

### Sin publicar
- "Brand New Game" - originalmente grabada para Figure 8.
- "Shooting Star" (extended mix)
- "Mama's Boy" - From a Basement on the Hill sessions version of "Either/Or".
- "I Don't Give a Fuck" - versión de un demo de principios de los 90s en 4 pistas que Smith grabó, originalmente llamada "Where I Get It From".

### Canciones noise
En entrevistas, Smith habló sobre experimentar con canciones noise . "Melodic Noise", "O So Slow", "The Assassin", y "Yay!" se han filtrado en línea.
- "Melodic Noise"
- "O So Slow"
- "The Assassin or (Kill) Fuck"
- "Yay!"
- "Pink Noise/White Noise"

### Otras canciones de la eraFrom a Basement On the Hill
- "Blue Mood" - Tocada en vivo una vez. De a cuerdo a Larry Crane, la canción es original de 1989, y fue grabada por Harum Scarum con el título "This Bed" (coescrita con Garrick Duckler). No se sabe si una versión posterior de estudio existe.
- "Confusion" - Tocada en vivo durante el tour de Figure 8.
- "My New Freedom" (aka "Doing Okay, Pretty Good") - Tocada una vez en 1997 y luego en 2001 y 2002. No se sabe si existe una versión de estudio pero se especula la posibilidad de haber sido retrabajada como "See You in Heaven".
- "You Make It Seem Like Nothing" – Tocada en vivo en 1996 y en 2003. No se sabe si existe una versión de estudio.